# ستارا بانگا
ستارا بانگا (به صربی: Stara Banja) یک منطقهٔ مسکونی در صربستان است که در مدوجا واقع شده‌است. ستارا بانگا ۱۱٫۲ کیلومتر مربع مساحت و ۹۱ نفر جمعیت دارد.